# Majesty de Miami
Le Majesty de Miami (en anglais : Miami Majesty) est une franchise américaine de basket-ball de la Continental Basketball Association située à Miami dans l'État de Floride.

## Historique
L'équipe était anciennement les Pit Bulls de la Floride qui évoluait en American Basketball Association 2000 et elle était basée à Sunrise (Floride) dans le BankAtlantic Center. En 2006, la franchise a changé de nom et s'est proposée pour jouer en NBA Development League pour être affilié au Heat de Miami. La demande fut rejetée donc la franchise a décidé de rejoindre la Continental Basketball Association (pour la saison 2007-2008).

## Noms successifs
- 2005-2006 : Pit Bulls de la Floride
- Depuis 2006 : Majesty de Miami

## Palmarès
- Titre de division (Barnes-Malone division) : 2005